# Starke Verlag
Der C. A. Starke Verlag in Bad Salzdetfurth ist ein deutscher Fachverlag für Bücher, Zeitschriften und andere Veröffentlichungen zum Thema Genealogie und Heraldik.

## Geschichte

### 1847–1945

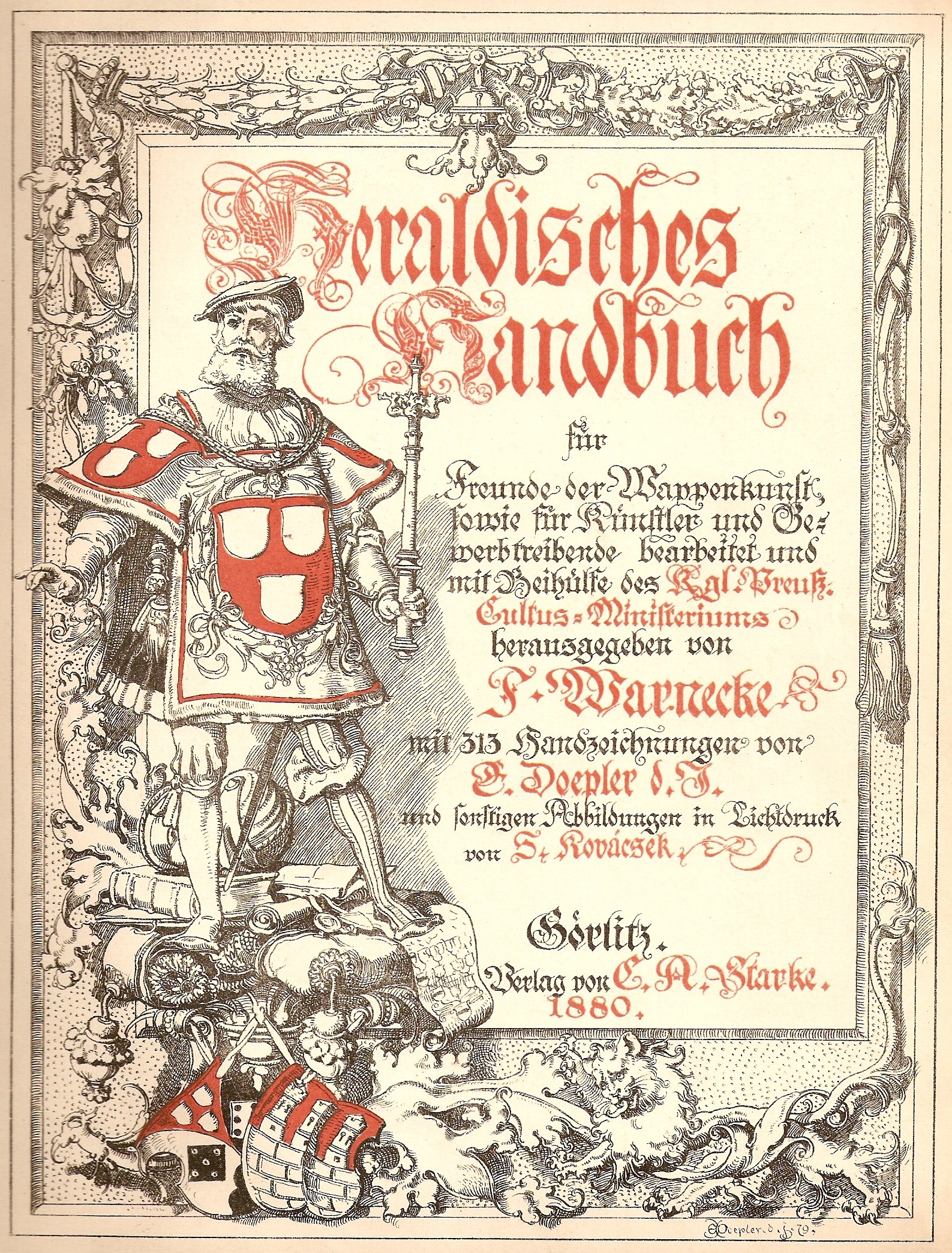
Heraldisches Handbuch, 1880 im Starke Verlag erschienen

Der Verlag wurde am 20. Oktober 1847 von Christian August Starke (1823–1882) in Görlitz gegründet. 1876 wurde das Unternehmen um einen heraldischen Verlag erweitert. 1875–1883 erschien im Verlag das von Graf Rudolf von Stillfried-Rattonitz und Adolf Matthias Hildebrandt herausgegebene Prachtwerk Des Conrad Grünenberg, Ritters und Burgers zu Constenz, Wappenbuch mit über 300 Tafeln in prachtvollem Buntdruck. Für diese Leistung wurde dem Sohn des Gründers, Georg Starke (1852–1919), der schon seit 1879 als Prokurist des Verlags wirkte, 1880 das Prädikat eines königlichen Hoflieferanten verliehen. Nach dem Tod des Gründers im Jahr 1882 übernahm der Sohn die Leitung des Verlagshauses. Ab 1889 gab der Genealoge Bernhard Koerner das Genealogische Handbuch bürgerlicher Familien im Starke Verlag heraus und versah die Bände mit in zunehmendem Maße völkisch und antisemitisch geprägten Vorworten.
Am 27. Januar 1919 erwarb der Buchdruckerei-Besitzer Hans Kretschmer (1887–1976) das Unternehmen, erweiterte es 1923 um die Handelsdruckerei A. Müller und vereinigte alle drei Betriebe zum heute bekannten Verlagshaus für Heraldik und Genealogie. Als Herausgeber gründete Kretschmer die Zeitschrift Archiv für Sippenforschung und von 1929 bis 1944 das Genealogische Handbuch der baltischen Ritterschaften. Als 1944 wegen Papiermangels die Produktion fast zum Erliegen kam, umfasste das Verlagssortiment an die 1.000 Titel.
Nach der Besetzung der Stadt Görlitz durch die sowjetischen Truppen und dem Ende des Zweiten Weltkriegs (1945) wurde der Lagerbestand von etwa 400.000 Bänden zerstört und schließlich Kretschmer 1946 entschädigungslos enteignet.

### 1946 bis 2018
Kretschmer ging mit seiner Familie in den Westen und begann 1950 in Glücksburg (Ostsee) in einem Kasernengebäude der früheren Kriegsmarine den Verlag wieder aufzubauen. Acht Jahre später (1958) verlegte das Unternehmen seinen Sitz nach Limburg an der Lahn.
Nach Kretschmers Tod (1976) übernahm seine Witwe Anneliese Kretschmer (1903–1998) die Verlagsleitung und übergab 1994 das Unternehmen ihrem Sohn Hans Jürgen Kretschmer (* 1924). Doch schon zwei Jahre später (1996) wurde der Verlag an dessen Schwiegersohn, den leitenden Mitarbeiter Rasched Salem (* 1963), verkauft. 2008 erwarb Hans Jürgen Kretschmer das Unternehmen zurück.
Nach eigener Aussage des Verlags „widmet sich das Verlagsprogramm schwerpunktmäßig der Genealogie als Wissenschaft zur Erforschung familiärer Zusammenhänge“.
Christina Salem, die Tochter des ehemaligen Inhabers des Starke Verlags, Hans-Jürgen Kretschmer, gab bekannt, dass der Verlag im April 2018 Insolvenz angemeldet habe. Das Verfahren wurde am 2. Juli eröffnet. Zum 1. September 2018 habe der Verlag seinen laufenden Geschäftsbetrieb eingestellt. 

### Seit 2018
Der Online-Buchhändler Geschichtlicher Büchertisch von Ralf G. Jordan hat zum 1. September 2018 den genealogischen Fachverlag C. A. Starke in großen Teilen übernommen, nachdem er große Teile des Bestands und der Rechte gekauft habe. Durch die Übernahme seien die wichtigen Reihen des Starke Verlages – das Deutsche Geschlechterbuch und Grundriß der Genealogie – und weitere Titel und Zeitschriften für Forscher und Interessierte weiterhin verfügbar.
Mehr als 60 Prozent der Starke-Titel sind damit über die Online-Buchhandlung Jordans erhältlich. Der Verlag wird als Imprint des Geschichtlichen Büchertischs fortgeführt.

## Verlagsprogramm
Zu den wichtigsten Ausgaben des Starke Verlags zählen heute die Reihen Deutsches Geschlechterbuch als Genealogisches Handbuch bürgerlicher Familien, Deutsche Führungsschichten in der Neuzeit, Grundriss der Genealogie und Ahnen und Enkel, außerdem die aus frühen Verlagszeiten bekannte Vierteljahres-Zeitschrift Archiv für Sippenforschung (siehe oben), heute unter dem Titel Archiv für Familiengeschichtsforschung. Bis 2015 wurden auch Publikationen des Deutschen Adelsarchivs verlegt. Dazu zählten unter anderem das Genealogische Handbuch des Adels (fortgesetzt vom Gothaischen Genealogischen Handbuch) sowie die Reihe Aus dem Deutschen Adelsarchiv. Neben zahlreichen Einzelveröffentlichungen produziert der Verlag außerdem ein vielfältiges Ahnentafel- und genealogisches Formular-Programm.